# Amphinemura zimmermanni
Amphinemura zimmermanni är en bäcksländeart som beskrevs av Joost 1970. Amphinemura zimmermanni ingår i släktet Amphinemura och familjen kryssbäcksländor. Inga underarter finns listade i Catalogue of Life.